# 하라촌 (히로시마현 가모군)
하라촌(原村)은 일본 히로시마현 가모군에 설치되었던 촌이다. 현재의 히가시히로시마시의 일부에 해당한다.